# Stadio Arena Garibaldi-Romeo Anconetani
Stadio Arena Garibaldi-Romeo Anconetani, dříve Campo del Littorio a Arena Garibaldi je fotbalový stadion v italském městě Pisa, v regionu Toskánsko. Od roku 2001 je pojmenován po italském sportovním manažeru, novináři, podnikateli a místního rodáka Romea Anconetaniho.

## Historie
Dne 26. října 1919 se konal první utkání na tomto stadionu, i když bez tribun s pevnou konstrukci. Následně magistrát města Pisa zakoupilo více pozemků okolo stadionu a provedl některé modernizační práce na konstrukci s krytou tribunou se střechou a dřevěnými schůdky, navrženou architektem Federigem Severinim a s kapacitou asi 7 000 diváků. Stadion byl znovu otevřen 8. listopadu 1931 pod názvem Campo del Littorio za přítomnosti krále Viktora Emanuela III. Po pádu fašismu, stadion převzal název Arena Garibaldi.
V létě roku 1982 nechal místní podnikatel Romeo Anconetani restrukturalizovat starou krytou tribunu a zboural původní střechu. Další restrukturalizace proběhla v létě 1990 s cílem vrátit se do nejvyšší ligy. V areálu byly provedeny generální renovační práce s instalací nových světelných věží pro osvětlení hřiště, snížením všech sektorů a demolicí atletické dráhy, což přineslo stadionu kapacitu pro 25 000 sedících diváků.
V roce 2001 se stadion přejmenoval na Stadio Arena Garibaldi-Romeo Anconetani. Při příležitosti postupu so Serie B prošel v roce 2007 stadion modernizačními pracemi a byl rozšířen o přibližně 2 000 sedadel. V roce 2007 byla také instalována nová osvětlená výsledková tabule. Během sezóny 2019/2020 prošla další rekonstrukce, která přinesla kapacitu na 9942 míst pro sezení.
Italská fotbalová reprezentace zde odehrála mezi roky 1987 až 2009 čtyři mezinárodní přátelské zápasy. Také zde odehrál jedno utkání Inter při příležitosti 3. předkola LM 1998/1999 proti Skonto FC (4:0).